# 沙興山 (韋特施泰因山脈)
47°25′10″N 11°6′46″E / 47.41944°N 11.11278°E

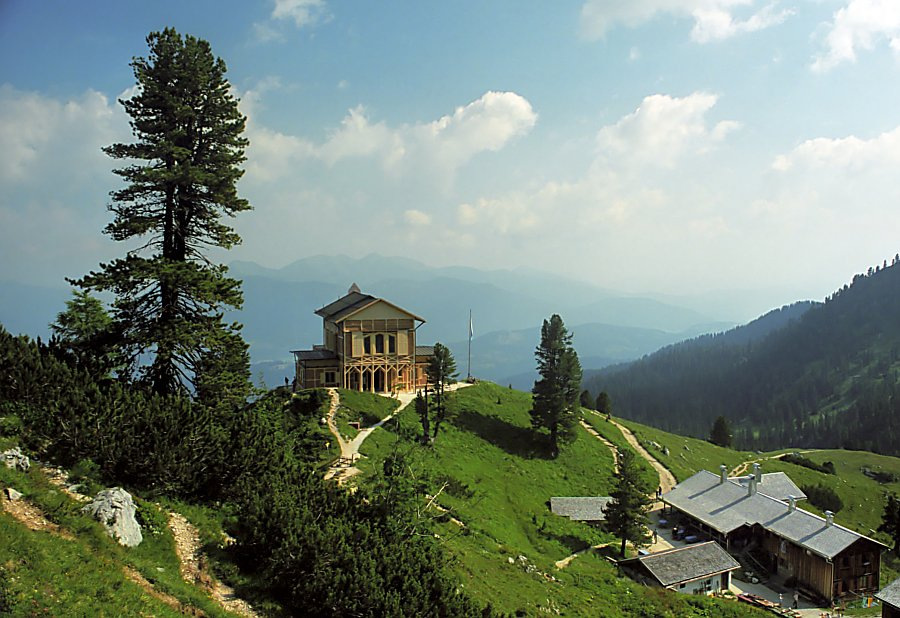

沙興山（德語：Schachen），是德國的山峰，位於該國東南部，由巴伐利亞負責管轄，屬於韋特施泰因山脈的一部分，處於加米施-帕滕基興附近，海拔高度1,870米。